# Numerische Dispersion
Als numerische Dispersion wird bei der numerischen Lösung von partiellen Differentialgleichungen ein Diskretisierungsfehler von 3. Ordnung im Raum bezeichnet. Dies wird dazu benutzt, den Diskretisierungsfehler nicht nur quantitativ, sondern qualitativ zu beschreiben. Diese Betrachtungsweise ist insbesondere dann nützlich, wenn dispersive Effekte in der physikalischen Lösung eine große Rolle spielen und durch numerische Dispersion überlagert werden.
Zum Beispiel weicht eine numerische Lösung der Wellengleichung mit finiten Differenzen 2. Ordnung bei höheren Wellenzahlen bzw. Frequenzen stärker von der analytischen Lösung ab, als durch rein quantitative Konvergenzbetrachtungen zu erwarten wäre. Die Dichte der Diskretisierung pro Wellenlänge muss mit der Wellenzahl bzw. Frequenz zunehmen, um eine Dominierung der physikalischen durch die numerische Dispersion zu verhindern.
Analog spielt bei der Konstruktion von numerischen Lösungsverfahren für hyperbolische Erhaltungsgleichungen die numerische Diffusion als Fehlerterm zweiter Ordnung eine wichtige Rolle.

## Weblink
- Dr.-Ing. René Marklein, Numerical Dispersion, Vorlesung WS 2005 / 2006 (Powerpoint; 729 kB)